# Кебет
Ке́бет (грец. Κέβης, род. Κέβητος; бл. 430 – 350 до н.е.) — давньогрецький філософ із Фів, якого пам’ятають як учня Сократа. Одна робота, відома як Pinax (Πίναξ) або Tabula, приписувана Кебету, все ще збереглася. Однак вважається, що це композиція автора-псевдоніма I або II століття нашої ери.

## Життя
Кебет був учнем Сократа і Філолая, а також другом Сіммія з Фів. Він є одним із промовців у «Федоні» Платона, в якому представлений як щирий шукач чесноти та істини, гострий у суперечках і обережний у рішеннях. Ксенофонт каже, що він був членом найближчого оточення Сократа і навіть частим гостем гетери . Його також згадує Платон у Критоні та Посланні XIII.
Суда і Діоген Лаертський приписують йому три діалоги: Hebdome, Phrynichus і Pinax (Tabula). Перші два втрачені, і більшість учених заперечують автентичність Табули на ґрунті матеріальних та словесних анахронізмів.

## Табличка Кебета
Табличка Кебета, ймовірно, написана автором-псевдонімом в I або II столітті. Твір визнається інтерпретацією алегоричного зображення таблички, на якому символічно відтворено все людське життя з його небезпеками та спокусами, і яке хтось освятив у храмі Кроноса в Афінах чи Фівах.
Автор представляє деяких юнаків, які споглядають табличку, і старий, який ступає серед них, береться пояснити її значення. Він має на меті показати, що лише правильний розвиток нашого розуму та володіння справжніми чеснотами можуть зробити нас по-справжньому щасливими. Автор розвиває платонівську теорію попереднього існування і показує, що справжня освіта полягає не в простій ерудиції, а скоріше у формуванні характеру. Часто проводяться паралелі між цією роботою та твором Джона Буньяна «Прогрес пілігрима».
The Tabula була широко перекладена як європейськими мовами, так і арабською. Його часто друкували разом з Енхірідіоном Епіктета. 